# Denkmalgeschützte Objekte im Okres Senec

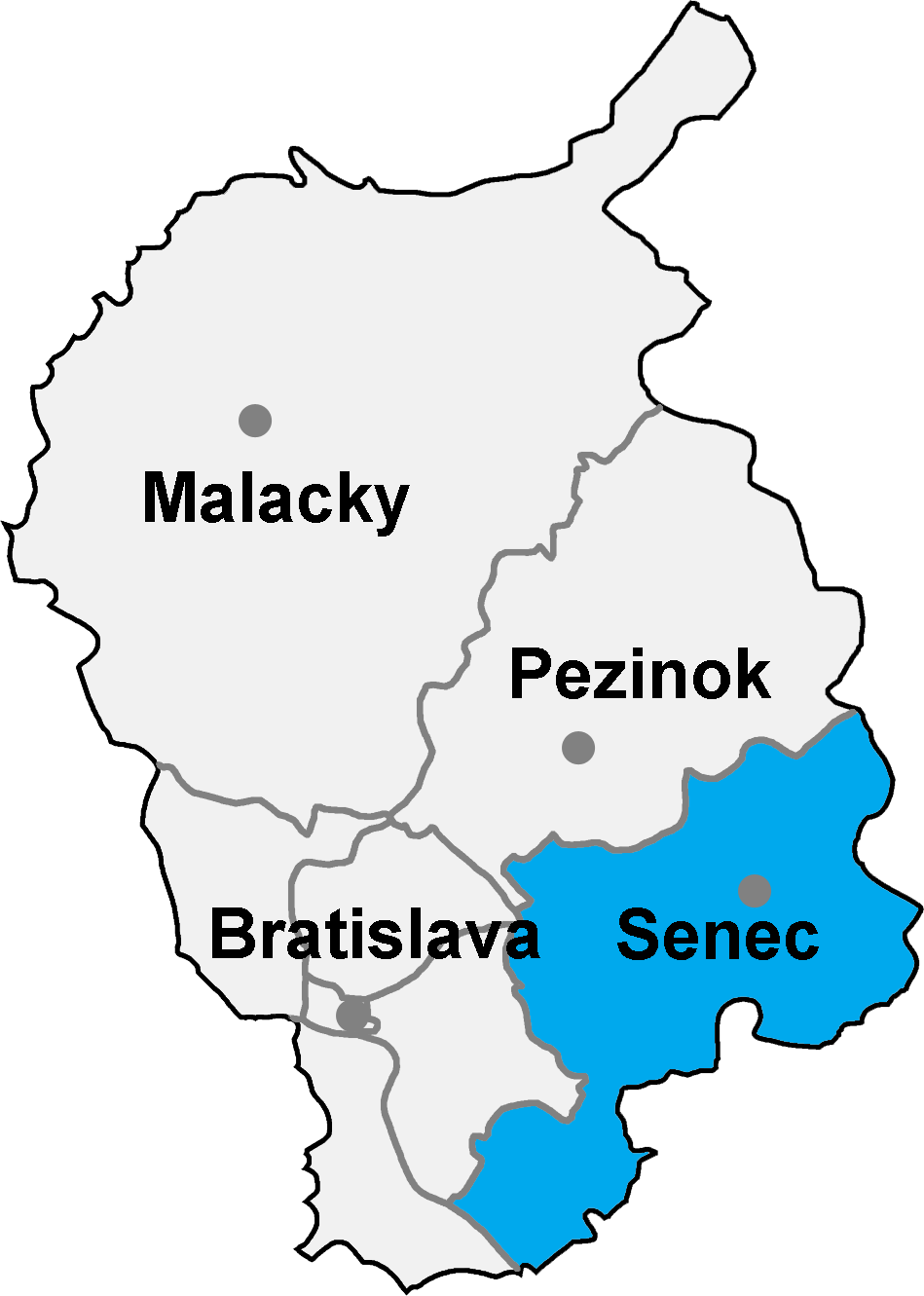

Im Okres Senec bestehen 51 denkmalgeschützte Objekte. Die unten angeführte Liste führt zu den Gemeindelisten und gibt die Anzahl der Objekte an. In Gemeinden, die nicht verlinkt sind, existieren keine geschützten Objekte.
| Gemeindeliste                            | Objektanzahl |
| ---------------------------------------- | ------------ |
| Bernolákovo (Lanschütz)                  | 8            |
| Blatné (Scharfing)                       | 2            |
| Boldog                                   | 2            |
| Čataj (Schattein)                        | 1            |
| Dunajská Lužná                           | 5            |
| Hamuliakovo (Gutern)                     | 2            |
| Hrubá Borša                              | 0            |
| Hrubý Šúr                                | 0            |
| Hurbanova Ves                            | 0            |
| Chorvátsky Grob (Kroatisch-Eisgrub)      | 0            |
| Igram (Eggramsdorf)                      | 0            |
| Ivanka pri Dunaji (Iwanka an der Donau)  | 10           |
| Kalinkovo (Semethdorf)                   | 1            |
| Kaplna (Kapellen)                        | 1            |
| Kostolná pri Dunaji (Gaswar)             | 1            |
| Kráľová pri Senci (Königseiden)          | 4            |
| Malinovo (Eberhard[t])                   | 3            |
| Miloslavov                               | 1            |
| Most pri Bratislave (Bruck an der Donau) | 3            |
| Nová Dedinka                             | 1            |
| Nový Svet (Neue Welt)                    | 0            |
| Reca                                     | 0            |
| Rovinka (Waltersdorf)                    | 1            |
| Senec                                    | 4            |
| Tomášov (Feilendorf)                     | 2            |
| Tureň                                    | 1            |
| Veľký Biel (Ungarisch-Biel)              | 2            |
| Vlky (Nickelsdorf)                       | 1            |
| Zálesie                                  | 0            |